# Густина магнетског флукса
Густина магнетског флукса, густина магнетског тока или магнетска индукција је мјера магнетског тока (магнетског флукса, броја силница магнетског поља) по јединици површине окомите на магнетски ток.
Симбол је B а СИ јединица је T (тесла). Један тесла је једнак једном веберу по квадратном метру (Wb/m²).
Сљедећа формула исказује густину магнетског тока:
{\displaystyle \mathbf {B} ={\frac {\Phi }{A}}}
гдје је Φ магнетски ток у веберима и A је попречни пресјек магнетског поља у квадратним метрима.

## Примјери
- Да пронађемо густину магнетског тока у магнетском пољу у којем је магнетски ток 1800 μWb кроз површину од 0.1 m²:

{\displaystyle \mathbf {B} ={\frac {\Phi }{A}}} = {\displaystyle {\frac {0.0018}{0.1}}} = 18000 μT или 18 mT.
- Ако је густина магнетског тока у неком магнетском материјалу 2.3 Т а површина попречног пресјека материјала је 0.02 m², магнетски ток (флукс) кроз материјал ће бити:

{\displaystyle \mathbf {\Phi } =\mathbf {B} \cdot \mathbf {A} } = 2.3 T {\displaystyle \cdot } 0.02 m² = 0.046 Wb.